# Bisdom Punalur
Het bisdom Punalur (Latijn: Dioecesis Punalurensis) is een rooms-katholiek bisdom met als zetel Punalur, in India. Het bisdom is suffragaan aan het aartsbisdom Trivandrum. 

## Geschiedenis
Het bisdom werd opgericht op 21 december 1985, uit delen van het bisdom Quilon, en was suffragaan aan het aartsbisdom Verapoly. Op 15 juni 2004 veranderde het van kerkprovincie en werd suffragaan aan het nieuw verheven aartsbisdom Trivandrum. 

## Parochies
Het bisdom had in 2021 een oppervlakte van 5.072 km2 en telde 4.026.740 inwoners waarvan 0,7% rooms-katholiek was.

## Bisschoppen
- Mathias Kappil (21 december 1985 - 12 maart 2005)
- Joseph Kariyil (12 maart 2005 - 8 mei 2009)
- Selvister Ponnumuthan (8 mei 2009 - heden)

## Galerij van afbeeldingen

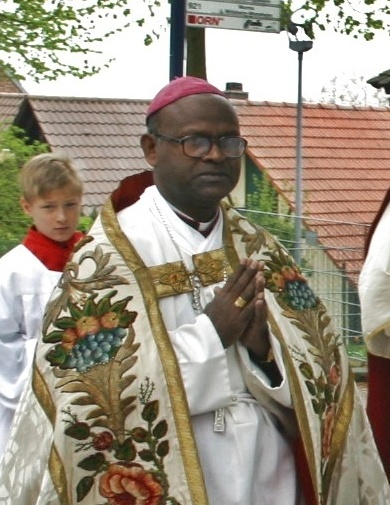
Bisschop Selvister Ponnumuthan (2009-heden)
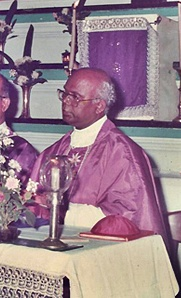
Bisschop Mathias Kappil (1985-2005), de eerste bisschop

Trivandrum (aartsbisdom) · Alleppey · Neyyattinkara · Punalur · Quilon